# Pavel Kořán
Ing. Pavel Kořán (* 2. února 1961 Most) je český podnikatel, zakladatel a majitel společnosti LAO, která se zabývá laserovými systémy a optomechanikou. V roce 2012 se rozhodl kandidovat na prezidenta České republiky a kampaň financoval výhradně ze svých vlastních prostředků.[zdroj⁠?!] Kandidátní listinu ale nepodal.

## Život
Narodil se v Mostě rodičům Jiřímu a Haně Kořánovým. V roce 1976 nastoupil na průmyslovou školu v Chomutově, kterou po čtyřech letech dokončil. V roce 1980 byl přijat na ČVUT – Fakultu strojní, kde studoval obor Jemná mechanika a optika. V roce 1985 promoval a získal titul inženýr.
Po roční vojenské službě nastoupil do Fyzikálního ústavu AV ČR, kde působil v letech 1986 až 1992. Od roku 1992 se rozhodl podnikat v oblasti optiky a laserů. Během let 1992–2012 absolvoval řadu obchodních a technických školení i různá manažerská a osobní školení. V roce 2006 dokončil pilotní zkoušky a Úřad pro civilní letectví mu udělil licenci dopravního pilota.

## Citát
| „                      | Jsem běžný občan ČR, kterému nebylo a není lhostejné, co se kolem nás v posledních letech děje a který nabízí své zkušenosti, pracovitost a odhodlání k ozdravení naší společnosti a navrácení dobrého jména naší zemi. | “ |
| — Pavel Kořán[zdroj⁠?!] | |   |